# Ikeda (Klan)

Wappen der Bizen-Ikeda: Schmetterling (備前蝶)

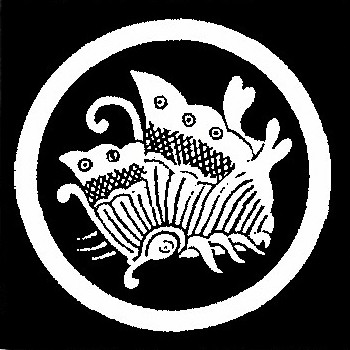
Wappen der Inshū-Ikeda: Schmetterling (因州蝶).
Auch „Auffliegender Schmetterling.“(揚羽蝶)

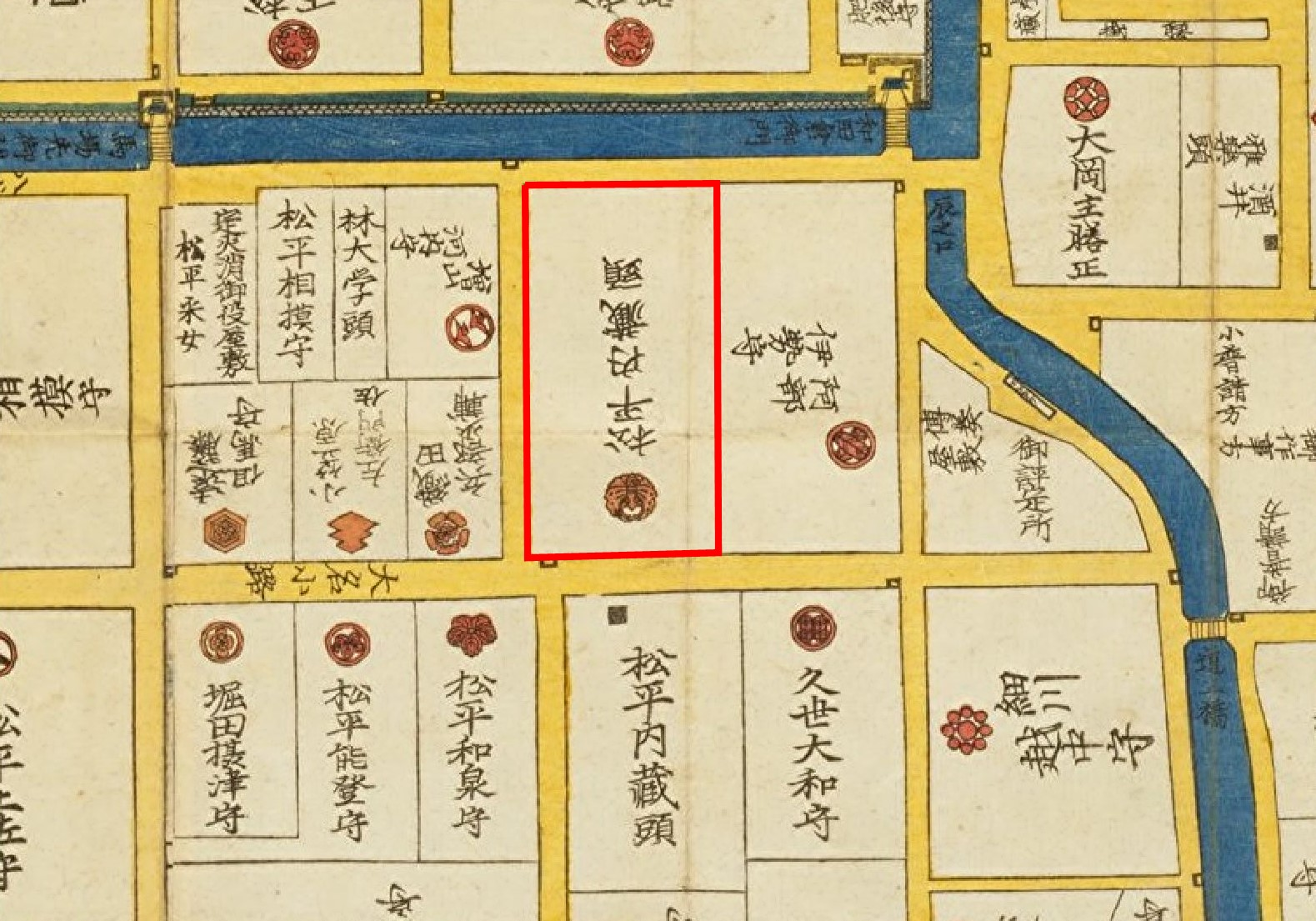
Okayama-Ikeda Residenz in Edo

Die Ikeda (japanisch 池田氏, Ikeda-shi) waren eine Familie des japanischen Schwertadels (Buke) aus Ōmi, die sich von den Seiwa Genji ableitete. Aus der weit verzweigten Tozama-Daimyō-Familie ragen die Ikeda, in Tottori residierend, mit einem Einkommen von 325.000 Koku und die in Okayama residierenden Ikeda mit einem Einkommen von 315.000 Koku heraus.

## Genealogie
- Nobuteru (信輝; 1536–1584)
  - Terumasa (輝政; 1564–1613). Er heiratete die zweite Tochter von Tokugawa Ieyasu und erhielt nach der Schlacht von Sekigahara die Provinz Harima mit einem Einkommen von 520.000 Koku.
    - Toshitaka (利隆; 1584–1616). Er erbte die Burg Himeji und den größeren Teil von Harima.
      - Mitsumasa (光政; 1609–1682). Er erbte Harima, wurde aber 1617 nach Tottori (325.000 Koku) mit den Provinzen Inaba und  Hōki versetzt. 1632 tauschte er seine Domänen gegen die von Okayama. Er liebte die Wissenschaft und förderte die Bildung. 1672 übergab er die Leitung des Han an seinen Sohn.
        - Tsunamasa (綱政; 1638–1714)
          - Tsugumasa (継政; 1702–1776)
            - Munemasa (宗政; 1627–1664) (1)

        - Masakoto (政}言; 1645–1700) 
          - Masayori (政倚; 1669–1747) (2)

        - Terutoshi (輝録; 1649–1714)
          - Masaharu (政晴; ?–1748) (3)

    - Tadatsugu (忠継; 1599–1616). Er war ein Sohn von Terumasa und erbte beim Tode seines Vaters Okayama mit 315.000 Koku.
    - Tadao (忠雄; 1609–1682), Bruder von Tadatsugu, folgte ihm nach dessen frühen Tod. 1632 wechselte er nach Tottori.
      - Mitsunaka (光仲; 1630–1693)
        - Tsunakiyo (綱清; 1648–1711)
          - Yoshiyasu (吉泰; 1687–1739) (4)
          - Nakazumi (仲澄; 1650–1722)
            - Nakateru (仲央; 1692–1753) (5)

          - Kiyosada (清定; 1683–1718)
            - Sadakata/Sadamasa (定賢; 1700–1736) (6)

    - Teruzumi (輝澄; 1603–1663) (7)
    - Masatsuna (政綱; 1604–1632)
      - Teruoki (輝興; 1611–1647)
        - Masanao (政直; 16?–1677) (8)

  - Nagayoshi (長吉; 1570–1614)
    - Nagayuki　(長幸; 1587–1632)
      - Nagatsune (長恒; 1607–1638) (9)